# Tortula humilis
Tortula humilis là một loài Rêu trong họ Pottiaceae. Loài này được (Hedw.) Turner miêu tả khoa học đầu tiên năm 1804.